# Flugunfall am Biferten
Der Flugunfall am Biferten ereignete sich am 24. Juli 1966 in den Glarner Alpen.

## Ablauf
Anlässlich des Umbaus der hochalpin gelegenen Planurahütte des Schweizer Alpen-Clubs leisteten Mitglieder der Rettungskolonne Näfels Fronarbeit. Der Gebirgspilot Rolf Fumasoli stellte sich zur Verfügung, mit einer Piper PA-18 der Schweizerischen Rettungsflugwacht Transporte von Mollis aus auf den Hüfigletscher bei der Hütte durchzuführen.
Das Flugzeug HB-OLB mit zwei Passagieren startete um 14:15 Uhr in Mollis und zerschellte auf 3200 m Höhe an einer Felswand zwischen dem Bifertenstock und dem Tödi. Das Wrack kam nach dem folgenden Abgleiten aus der Steilwand rund 600 Höhenmeter tiefer auf dem darunterliegenden Bifertenfirn zu liegen und wurde dabei von einer durch diesen Sturz ausgelösten Lawine mit Schnee überdeckt. Alle drei Flugzeuginsassen kamen ums Leben.
Nach zwei Tagen Suche unter schwierigen Wetterbedingungen in einem auf 3000 km2 ausgedehnten Suchgebiet wurde das Wrack von einem Armeehelikopter vom Typ Alouette III an dieser nicht dem direkten Weg entsprechenden Stelle lokalisiert. Nur ein Ärmel einer roten Jacke war anstelle eines ganzen Wracks zu sehen gewesen. Der Piper-Pilot war jedoch auch schon beim ersten Flug des Unfalltages wegen des Wetters auf dieser Route geflogen.
Die Anwesenheit eines zweiten Passagiers in der Unfallmaschine war nicht zulässig. Ob diese Tatsache zum Unfall beitrug, ist nicht bekannt. Als mögliche Ursache wurde ein Abwind erwähnt, wie er bei einem Berggrat bei Wind üblich ist.